# Disputation von Tortosa

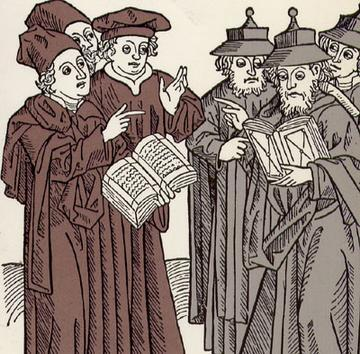
Disputation zwischen Christen und Juden; hier als exemplarische bildhafte Darstellung. Johann von Armssheim, 1483. Holzschnitt

Die Disputation von Tortosa (spanisch Disputa de Tortosa) war eine der bedeutendsten Disputationen zwischen Christen und Juden des Spätmittelalter. Sie fand vom 7. Februar 1413 bis 13. November 1414 in der Stadt Tortosa in Katalonien unter der Krone von Aragonien statt. Die Disputation war Teil einer Reihe von religiösen, christlichen Indoktrinationssitzungen mit dem Ziel, die jüdischen religiösen Autoritäten zu zwingen, vor ihren Glaubensbrüdern „Irrtümer“ ihrer Religion einzugestehen und anzuerkennen, dass das Alte Testament bzw. der Tanach Jesus Christus unterstützen würde, der der Messias gewesen sei.
Zu den Teilnehmern auf jüdischer Seite gehörten Isaak ben Mose Hallevi Profiat Duran und Josef Albo sowie andere rabbinische Gelehrte wie Moshe ben Abbas und Astruc ha-Levi. Jeder von ihnen war ein Vertreter einer anderen Gemeinschaft. Vincent Ferrer, der später heiliggesprochen wurde, war ein wichtiger Teilnehmer auf der christlichen Seite.
Als Folge der Disputationen verbot im Mai 1415 eine päpstliche Bulle das Studium des Talmud und erniedrigte die Juden auf jede erdenkliche Weise.

## Hintergründe
Initiator der Disputation und Vertreter der Christen war der vom Judentum zum Christentum konvertierte Gerónimo de Santa Fe, der Leibarzt des Gegenpapstes Benedikt XIII. Bald nach seinem Übertritt zum Christentum legte er Benedikt eine Abhandlung vor, die Themen enthielt, über die er sich mit seinen ehemaligen Glaubensbrüdern streiten wollte. Der alternde Gegenpapst stimmte der Disputation zu. König Ferdinand I. von Aragon stand dem Vorhaben nicht im Weg und so wurden 1413  „Einladungsschreiben“ an die verschiedenen jüdischen Gemeinden verschickt. Versuche der Juden, sich davon zu befreien, blieben erfolglos.

## Durchführung

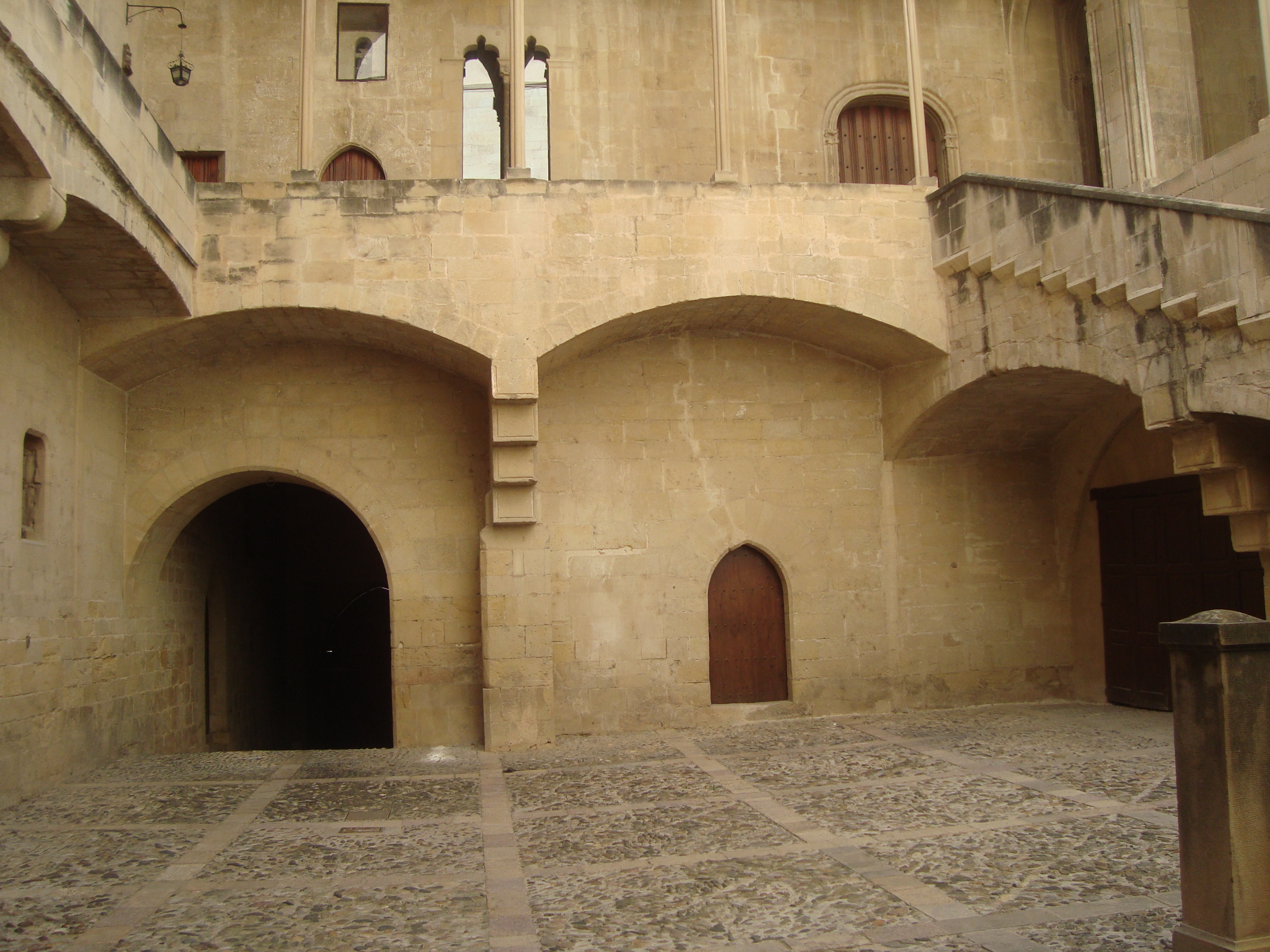
Innenhof des Palau Episcopal in Tortosa, in der vom 7. Februar 1413 bis zum 13. November 1414 die Disputation stattfand.

Die Disputation von Tortosa wurde im Palau Episcopal, dem Bischofspalast in Tortosa, abgehalten. Der Palau Episcopal war der Sitz des Bischofs von Tortosa.
Zu der Debatte kamen etwas mehr als zwanzig Rabbiner aus den katalanischen Landkreisen und dem Königreich Aragon. Sie waren von der päpstlichen Autorität verpflichtet worden und hatten mit einer hohen Geldstrafe zu rechnen, wenn sie dies nicht rechtzeitig taten. Auch mussten sie sich während der Dauer des Streits gegen Anschuldigungen und Drohungen aller Art seitens des Papstes zur Wehr setzen. Dieser Streit entwickelte sich im Schatten des seinerzeitig jüngsten antijüdischen Aufstands von 1391, der im jüdischen Viertel von Sevilla begonnen hatte und der sich auf die wichtigsten Städte der Kronen Kastilien und Aragonien ausweitete: Im Zuge diese antijüdischen Pogrome kamen Tausende von Juden um und viele weitere wurden vertrieben oder mussten zum Christentum konvertieren. In der Krone von Aragon waren vor allem die antijudaistischen Predigten von Vicente Ferrer und die harsche Verschärfung der Gesetze gegen die Juden hervorzuheben.
Die jüdischen Vertreter waren erheblich im Nachteil – während Nachmanides bei der Disputation von Barcelona, (katalanisch Disputa de Barcelona) und den jüdischen Vertretern bei der Disputation von Paris, (französisch Disputation de Paris) Immunität gewährt worden war – wurde jeder jüdische Versuch in Tortosa, auf die christlichen Vorwürfe zu antworten, mit der Drohung der Anklage der Häresie beantwortet.
Es wird angenommen, dass die verwendete Sprache Aragonesisch war, möglicherweise wurde aber auch Katalanisch präferiert, das auch die vorherrschende Sprache in Tortosa, San Mateo und Peñíscola war.
Josua ben Josef Lorki oder Gerónimo de Santa Fe trat als Vertreter der christlichen Anklage auf. Grundlage der Disputation war sein Traktat über „Jüdische Fehler“ die er aus dem Talmud abgeleitet hatte.
Die jüdischen Vertreter, darunter die wichtigsten jüdischen Gelehrten Aragoniens, etwa Josef Albo, hatten auf die Vorwürfe zu antworten, dabei aber keine eigene Redefreiheit.
Die christliche Partei, vertreten auch durch Andreas Bertrand und den Almosenier des Papstes, Garci Alvarez de Alarcon, der als Notar während Streites fungierte, folgte einer auch etwa von Pablo Christiani 1263 in Barcelona vorgelegten Argumentationslinie, die vermeintliche Weissagungen über den Messias im Talmud bzw. in Midraschim aufzeigen und auf Jesus beziehen wollte. Die jüdischen Vertreter folgten ebenfalls der bereits in Barcelona, hier von Nachmanides verfolgten Argumentationslinie: die talmudischen Haggadot seien ohnehin nicht verbindlich, auch der Messiasglaube nicht.

## Folgen
Die Ergebnisse der Disputation wurden in der Papstbulle Etsi Doctoris Gentium veröffentlicht. Sie beinhaltete ein teilweises Talmud-Verbot, Einschränkungen in der Berufsausübung, weitergehende Segregation und die Pflicht, mehrmals im Jahr christliche Predigten anzuhören. Die Demoralisierung unter den Juden war groß. Tausende ließen sich in der Folge taufen. Die Durchführung und das Ergebnis der Disputation von Tortosa verstärkte und polarisierte das Meinungsbild in den herrschenden Schichten beider Religionsgemeinschaften.